# NGC 811
NGC 811 je galaksija u zviježđu Kit.

## Vanjske poveznice
- SEDS: NGC 811